# Bülent Ataman
Bülent Ataman (* 19. Juni 1974 in Trabzon) ist ein ehemaliger türkischer Fußballtorhüter.

## Karriere
Ataman startete mit dem Vereinsfußball in der Jugend von Trabzon Beldespor. 1994 stieg er beim damaligen Drittligisten als Profispieler auf. Ihm gelang auch wenig später, sich die Stammtorhüterposition zu erkämpfen. 
Nach seinen gezeigten Leistungen für Beldespor wurden mehrere Teams der oberen Ligen auf ihn aufmerksam. Der damalige Zweitligist Erzurumspor reagierte am schnellsten und sicherte sich die Dienste des Jungtalents. Bereits nach einem Jahr interessierte sich mit Beşiktaş Istanbul ein ganz großer Verein für Ataman. So kam der Wechsel im Sommer 1996 zustanden. Sein Einstand bei Beşiktaş verlief denkbar schlecht und läutete bereits das Ende seiner Zeit für diesen Klub ein. In der TSYD-Pokalpartie vom 18. Juli 1997 gegen den Erstrivalen Galatasaray Istanbul lief Ataman in der Startelf auf. In dieser Partie kassierte er im ersten Spielviertel von Galatasaray-Stürmer Adrian Ilie innerhalb zwei Minuten zwei Gegentreffer. Obendrein kassierte er am Anfang der zweiten Hälfte eine Rote Karte. Sein Team beendete mit 10 Mann das Spiel und erlebte mit der 0:6-Niederlage eines der bittersten Niederlagen der Vereinsgeschichte. Nach diesem Spiel wurde Ataman als Hauptverantwortlicher dieser herben Niederlage dargestellt. Sein Trainer John Toshack setzte den Rest der Saison auf die beiden anderen Torhüter Marijan Mrmić und Fevzi Tuncay.
Zur Winterpause der Spielzeit 1997/98 verließ Ataman bereits nach eineinhalb Jahren Beşiktaş und wechselte zum Zweitligisten Düzcespor. Bei diesem Verein verweilte er allerdings nur bis zum Saisonende und wechselte dann innerhalb der Liga zu Göztepe Izmir. Hier erreichte er mit seiner Mannschaft in seiner ersten Spielzeit den Playoffsieg und damit den Aufstieg in die Süper Lig. Ataman war während dieser Saison hinter Ramazan Silin Ersatzkeeper und absolvierte über die gesamte Saison sieben Ligapartien. Nach dem Erstligaaufstieg verließ Silin Göztepe. Stattdessen wurde Richard Kingson verpflichtet. Ataman spielte nahezu abwechselt mit Kingson auf der Position des Stammtorhüters. Nachdem der Verein zum Saisonende den Klassenerhalt verpasst und Kingson den Verein verlassen hatte, stieg Ataman zum unumstrittenen Stammtorhüter auf. Zum Saisonende wurde er mit seinem Team Meister der TFF 1. Lig und erreichte somit den direkten Wiederaufstieg in die Süper Lig.
Nach dem Aufstieg mit Göztepe in die Süper Lig wurde Ataman mit an den Erstligisten Trabzonspor ausgeliehen. Bei diesem Verein lieferte er sich mit den beiden anderen Torhütern Metin Aktaş und Murat Yiğiter einen Kampf um den Stammtorhüterposten. Während Yiğiter schnell als dritter Torhüter feststand, absolvierte Ataman zwölf Ligaspiele. Aktaş hatte mit 23 Ligaspielen die meisten Ligaeinsätze. Zur neuen Saison wurde mit Michael Petkovic ein neuer Torhüter verpflichtet und Atamans Leihvertrag nicht verlängert. Zum Sommer 2003 kehrte er dann zu Göztepe zurück und spielte hier die meiste Zeit der Saison als Stammtorhüter. Nachdem der Verein in finanzielle Schwierigkeiten gerät, stieg der Verein zum Saisonende ab. Als Folge löste sich der Verein auf und die meisten Spieler wurden freigestellt.
Ataman wechselte daraufhin zum Zweitligisten Vestel Manisaspor. Hier suchte der Verein mit dem Hauptsponsor Vestel eine starke Mannschaft aufzubauen und schnellstmöglich in die Süper Lig aufzusteigen. Als Trainer verpflichtete man Mustafa Denizli. Unter diesem Trainer absolvierte Ataman in der ersten Saison die meisten Spiele. Nachdem das Saisonziel verfehlt wurde, löste Levent Eriş Denizli als Cheftrainer ab. Unter diesem Trainer beendete der Verein die Zweitligasaison 2004/05 als Vizemeister und stieg auf. Ataman war dabei als Stammtorhüter an diesem Erfolg beteiligt. In der Süper Lig spielte er die erste Saison als Stammtorhüter. In der zweiten Erstligasaison verpflichtete Manisaspor Fevzi Tuncay. Mit diesem Torhüter wechselte sich Ataman mehrmals als Stammtorhüter ab. Tuncay verließ bereits nach einer Saison Manisaspor. In der Zwischenzeit machte der dritte Torhüter Ufuk Ceylan Entwicklungen und löste Ataman im Laufe der Saison als Stammtorhüter ab. Da der Verein zum Sommer 2008 den Klassenerhalt verfehlte, verließ Ataman nach fünf Jahren Manisaspor.
Nach seinem Weggang von Manisaspor wechselte er zum Nachbarprovinzverein Altay Izmir. Hier verweilte er nur eine halbe Saison und wechselte dann innerhalb der Liga zu Kardemir Karabükspor. In seiner ersten Saison hatte er gegenüber den beiden anderen Torhütern Kazım Sarı und Süleyman Küçük und hatte mit fünf Ligaeinsätzen die wenigsten Einsätzen. Die zweite Saison erkämpfte er sich schnelle den Stammtorhüterposten. Zum Saisonende feierte er mit seinem Team die Meisterschaft der TFF 1. Lig und damit den direkten Aufstieg in die Süper Lig. Nach dem Aufstieg wurde mit Vjekoslav Tomić ein ausländischer Torhüter verpflichtet. Dieser verdrängte Ataman vom Stammtorhüterposten. Nachdem Ataman bis zum Saisonende als Ersatzkeeper beim Verein blieb, heuerte er zum Saisonende beim Zweitligisten Karşıyaka SK an.
Zum Sommer 2012 wechselte er dann in die TFF 2. Lig zu Fethiyespor. Bereits in der nächsten Winterpause löste er seinen Vertrag mit Fethiyespor auf und beendete seine aktive Spielerkarriere.

## Erfolge
Mit Beşiktaş Istanbul
- Premierminister-Pokalsieger: 1997

Mit Göztepe Izmir
- Playoffsieger der TFF 1. Lig: 1998/99
- Meister der TFF 1. Lig: 2000/01
- Aufstieg in die Süper Lig: 1998/99, 2000/01

Mit Vestel Manisaspor
- Vizemeister der TFF 1. Lig: 2004/05
- Aufstieg in die Süper Lig: 2004/05

Mit Kardemir Karabükspor
- Meister der TFF 1. Lig: 2009/10
- Aufstieg in die Süper Lig: 2009/10